# أسد بابل (شعار)

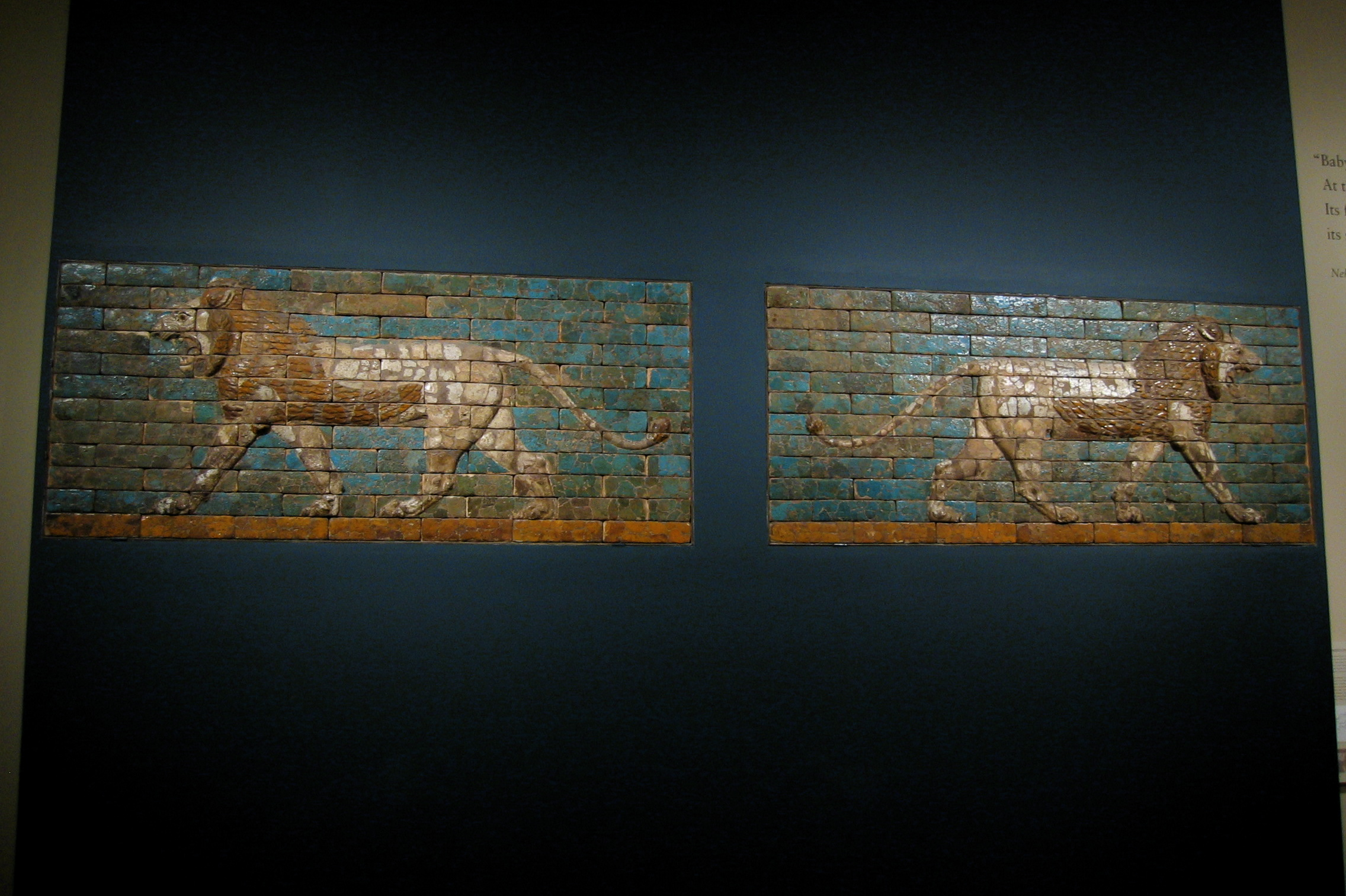
جزء من ألواح أسد بابل التي تظهر على بوابة عشتار

أسد بابل هو شعار بابلي قديم، له صلة بالعديد من الآثار البابلية مثل بوابة عشتار وتمثال أسد بابل الذي بناه الحيثيون. ويعد أيضًا رمزًا وطنيًا لتاريخ العراق.
يمثل أسد بابل صنف الأسود الآسيوية، والتي عُرف بأنها كانت تحوم أرجاء بابل في ذلك الحين.

## التاريخ
انتشر رمز الأسد البابلي بكثرة في عهد الإمبراطورية البابلية الأولى، فقد ظهر الأسد أكثر من مرة على بوابة عشتار، وكانت الأسود على بوابة عشتار تشير إلى الآلهة البابليين مردوخ، وهدد، وعشتار. أما تمثال أسد بابل، فقد بناه الحيثيون بعد احتلال بابل، ويمثل التمثال انتصار الحيثيين على البابليين حيث يمثلهم كأسد يقف فوق رجل مطروح، وهو بابل، وتشابه التمثال مع منحوتات الحيثيين يؤيد هذا الاحتمال.
أما حديثًا، فقد ظهر الشعار على عديد من مؤسسات الدولة العراقية، مثل شعار المملكة العراقية والذي يظهر الأسد البابلي مستندًا على الدرع.

## المعرض

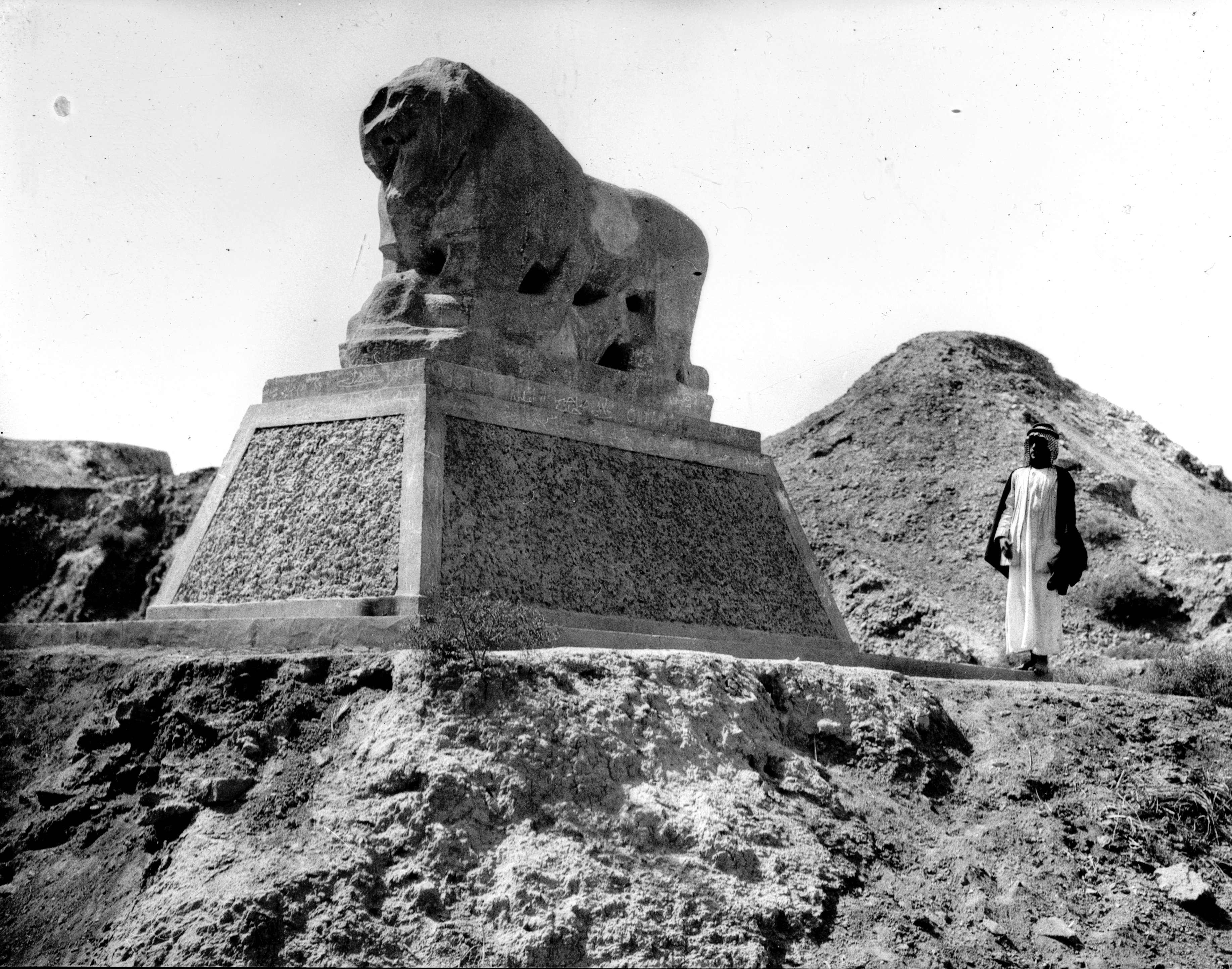
تمثال أسد بابل الموجود في بابل حاليًا.
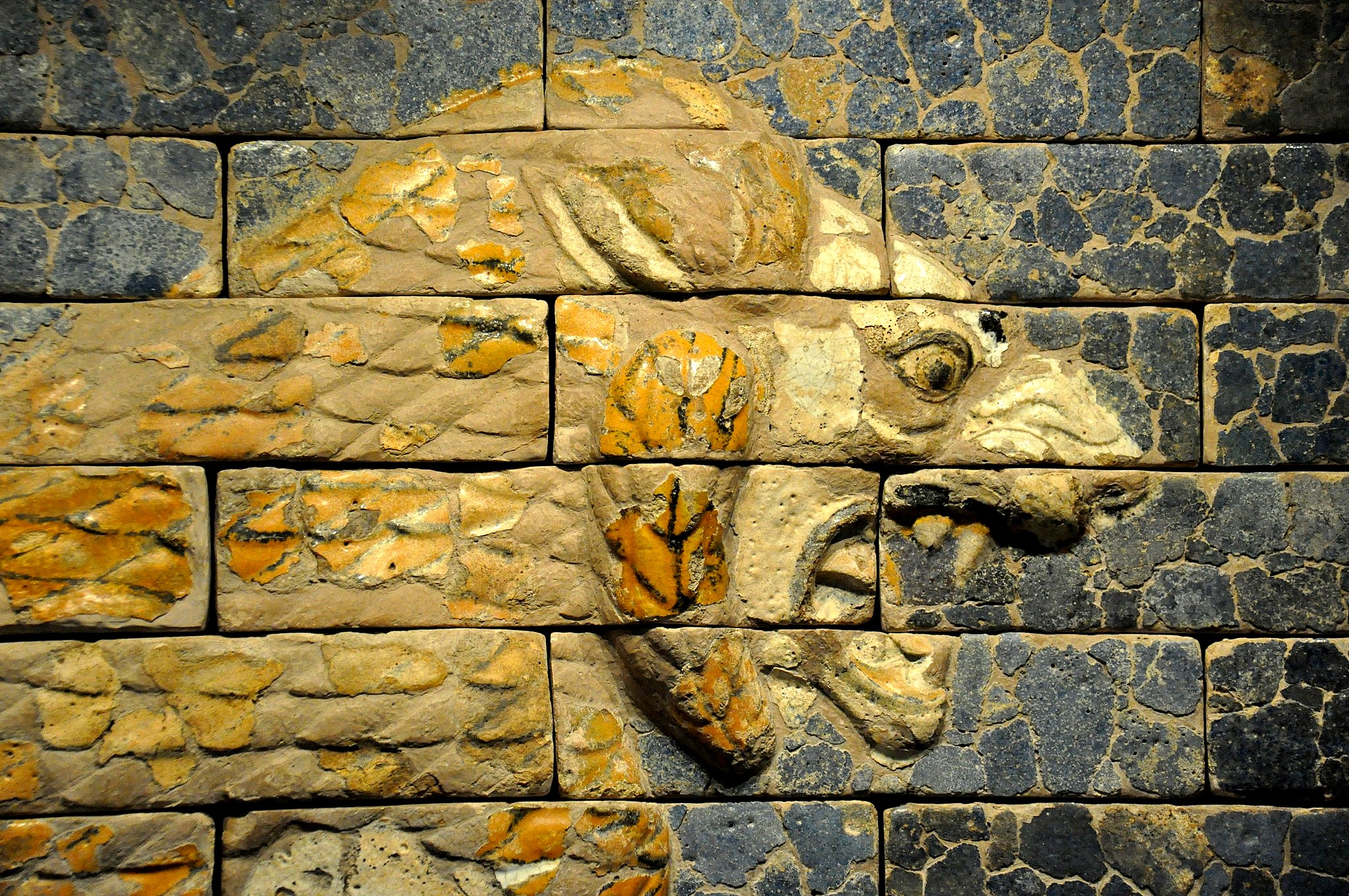
صورة تقريبية لأسد بابل على بوابة عشتار وهو يزئر.
شعار المملكة العراقية حتى 1958، ويظهر فيه أسد بابل على اليسار.
أسد بابل كما يظهر على الدينار العراقي عام 2001.

## أنظر أيضًا
- تمثال أسد بابل
- نجمة عشتار
- الزقورة